# زواغة (بطليوس)
الزُّوَاغة (بالإسبانية: Azuaga)‏, هي إحدى بلديات مقاطعة بطليوس, التي تقع في منطقة إكستريمادورا, والتي تقع في غرب إسبانيا.
يبلغ عدد سكانها 8.580 نسمة وفقاً لإحصائية سنة (2002).

## أعلام
- إنريكي أورتيز
- أوغسطين ديل كاستيو
- أسونسيون غوميز بيريز